# Eliezer Berlinger
Eliezer Berlinger(27 janvier 1904, Illingen, Province de Rhénanie, Empire allemand-31 octobre 1985, Amsterdam, Pays-Bas) est un rabbin orthodoxe, originaire d'Allemagne. Durant la Seconde Guerre mondiale, il est le rabbin de Malmo, en Suède et il participe au sauvetage des Juifs du Danemark. Il devient le Grand-rabbin de Finlande en 1946 et également Grand-rabbin du district d'Utrecht aux Pays-Bas.

## Biographie
Eliezer Berlinger est né le 27 janvier 1904 à Illingen, Province de Rhénanie, Empire allemand. Il est le fils de Moise Moshe Berlinger et de Jettchen Gitta Berlinger. Moise Moshe Berlinger est né le 6 octobre 1866, à Malmö, en Suède et est mort en 1944 à Mannheim, Bade-Wurtemberg, Allemagne. Jettchen Gitta Berlinger (née Unna) est née en 1866, à Würzburg, en Bavière, Allemagne et est morte le 6 décembre 1910 à Illingen, Province de Rhénanie, Empire allemand, à l'âge de 44 ans. Eliezer Berlinger a donc 6 ans quand sa mère meurt. Son père se remarie avec Lina Berlinger (née Jaffa).
Eliezer Berlinger a une sœur, Klara Berlinger (épouse Guttwillig), née en 1893 à Dülkenen Rhénanie-du-Nord-Westphalie, Allemagne.
Eliezer Berlinger épouse Ruth Rosa Berlinger (née Stern), née le 2 mars 1909 à Berlin en Empire allemand et morte en 1989 à Amsterdam aux Pays-Bas. Ils ont 2 enfants.

### Ètudes rabbiniques
Il étudie au Séminaire rabbinique Hildesheimer de Berlin, d'où il obtient son diplôme de rabbin.

### Malmö
De 1932 à 1946, Eliezer Berlinger est le rabbin de Malmo en Suède.

### Seconde Guerre mondiale
Durant la Seconde Guerre mondiale, comme rabbin de Malmö, il participe au sauvetage des Juifs du Danemark,.

#### Yom Kipour 1945
Le rabbin Abraham Cooper, du Simon Wiesenthal Center de Los Angeles, en 2011, décrit l'arrivée des Juifs danois à Malmö le 17 septembre 1945:
" De 1932 à 1946, le rabbin Eliezer Berlinger fut le rabbin de la communauté juive de Malmö. Les événements les plus importants de l'histoire de la communauté juive de Suède ont eu lieu en sa présence. Il y avait les nombreux Juifs du Danemark, fuyant la déportation et la mort certaine par les nazis, qui avec l'aide de leurs justes voisins chrétiens ont pu arriver à Malmo en 1943 et en 1944."
"Puis vint le 17 septembre 1945, le jour de Yom Kippour. Après Sha'harit le jour le plus saint de l'année, le rabbin Berlinger se dirigea soudainement vers le podium et annonça que l'office était terminé. Tous devraient se rendre au port de Malmo. 'Un bateau plein de survivants est en train d'arriver et nous devons y être pour les accueillir', dit Eliezer Fishbein, natif de Malmö. Quand les passagers du Sheerit Haplaitah débarquèrent, on leur demanda ce qu'ils désiraient, et la réponse fut: 'C'est Yom Kippour], emmenez-nous à la Synagogue'. Il en suivit une marche silencieuse dramatique dans les rues de Malmö, menée par ces survivants Juifs -beaucoup trop faibles pour marcher- qui culmina en la prière dans la Synagogue qui surement perça les plus hauts sommets du royaume des cieux"

### Grand-rabbin des Pays-Bas
Il devient ensuite, en 1960, Grand-rabbin des Pays-Bas jusqu'à son décès, en 1985. Son successeur, le rabbin Rabbi Binyamin Jacobs, ne sera nommé que 23 ans plus tard, en 2008. Le rabbin Binyamin Jacobs avait été l'assistant du rabbin Eliezer Berlinger.

### Grand-rabbin de Finlande
Eliezer Berlinger cumule les positions de Grand-rabbin des Pays-Bas et de Finlande (à Helsinki).

## Honneurs
- Officier de l'ordre d'Orange-Nassau.